# Kairo
Kairo (arabiska: القاهرة, al-Qahira) är huvudstad i Egypten. Staden ligger vid Nilen, cirka 150 kilometer in i landet från den egyptiska Medelhavskusten, ungefär där Nildeltat övergår i den smalare Nildalen. Kairo är även ett av Egyptens guvernement och uppskattas ha cirka 9,5 miljoner invånare 2016. Kairos storstadsområde är det tredje folkrikaste i Afrika, efter Lagos och Kinshasa, och inkluderar bland annat Giza med dess berömda pyramider. Beroende på definition hamnar det totala invånarantalet på mellan 11,8 miljoner (2006) för trestadsområdet Kairo/Giza/Shubra al-Khayma, och 22,6 miljoner invånare (2016) för hela regionen inklusive guvernementen Kairo, Giza och al-Qalyubiyya. En studie från Världsbanken anger folkmängden för Kairo med förorter till lite mer än 16 miljoner invånare vid folkräkningen 2006.
Egyptens huvudstad är mycket tätbefolkad. Den är delvis en vacker stad med omväxlande kvarter och många sevärdheter. Den brukar dock anses vara den mest förorenade huvudstaden efter Mexico City. I Kairo finns en stor del av Egyptens industrier. Där finns även ett antal internationella och nationella universitet, varav de mest framstående är Kairos universitet och al-Azharuniversitetet. Staden har över 500 moskéer och brukar ibland kallas för "minareternas stad". 
1979 blev Historiska Kairo (kallades vid tidpunkten för Islamiska Kairo) uppsatt på Unescos världsarvslista.
Kairo är en av världens torraste storstäder med en nederbörd på endast 20 mm per år. Staden har heta somrar och milda vintrar.

## Historia
Kairo existerade inte under den faraoniska tiden trots närheten till pyramiderna. De tidigaste arkeologiska lämningarna kommer från den romerska perioden och består av resterna av en befästning från första århundradet e.Kr., som kunde kontrollera skeppsfarten på Nilen. Romarna kallade staden för Egyptens Babylon.
Romarna hade makten ända fram till år 640 när muslimer anförda av general Amr ibn al-As erövrade staden. Deras härläger placerades norr om den romerska befästningen och där växte snabbt upp en ny stad, Fustat, med en moské uppkallad efter generalen. Befolkningen ökade snabbt genom invandring av araber.
År 658 blev umayyaderna härskare över den muslimska världen från Damaskus men mindre än ett sekel senare ersattes de av abbasiderna som styrde från Bagdad. Abbasiderna styrde över Kairo genom en guvernör som skapade en stadsdel nordost om Fustat. En av dessa guvernörer, Ahmad ibn Tulun, rev denna stadsdel och byggde istället en ny administrativ stadsdel norr om Fustat som han kallade Al-Qatai (Distrikten). Tulun gjorde uppror mot de abbasidiska härskare och grundade en dynasti som dock blev kortvarig. År 905 intogs Kairo av abbasiderna och de lät riva ned Al-Qatai till grunden. Det enda de lät stå kvar var moskén och den står kvar än i dag.
Denna stad kunde leva gott på att ta ut avgifter för fartyg som passerade på Nilen. Stadens välstånd lockade också erövrare och år 969 erövrades staden av fatimiderna, en muslimsk dynasti från Nordafrika. Även fatimiderna lät anlägga en ny stadsdel i norr. Man lät astrologer avgöra vilken dag som var lämpligast att börja och döpte staden till Al-Qahira, eftersom planeten Mars (al-Qahir) var på uppgång. 
Al-Qahira blev en muromgärdad stadsdel där fatimidernas administration höll till och dit invånarna i Fustat inte ägde tillträde. Avståndet mellan överhet och underlydande markerades av att fatimiderna var shiitiska muslimer medan majoriteten i Egypten var sunni. Dessutom var flera av fatimidernas kalifer uppenbarligen olämpliga som administratörer; kalifen al-Hakim beordrade att Fustat skulle jämnas med marken men detta verkställdes inte. År 1168 hotades staden av de kristna korstågsfararna. Fatimiderna beordrade att Fustat skulle brännas för att inte korsriddarna skulle kunna belägra Al-Qahira och stadsdelen brann i 54 dagar. Fatimiderna bad om hjälp från seljukerna i Damaskus. Seljukerna besegrade korsriddarna men passade på att ockupera Al-Qahira och köra bort fatimiderna. Seljukernas ledare Salah ad-Din Ayyub, Saladin, byggde en stadsmur runt både Al-Qahira och Fustat samt grundade en ny dynasti, ayyubiderna.
Denna dynasti varade dock endast i fyra generationer innan nya härskare, mamlukerna, grep makten och behöll den i 267 år. Mamlukerna kontrollerade effektivt handeln mellan öst och väst, bland annat genom att bygga en kanal mellan Nilen och Röda havet. Genom Vasco da Gamas upptäckt av Godahoppsudden kunde sjöfarare nu segla runt Afrika och Kairos betydelse för handeln minskade. Dessutom uppkom ett militärt hot mot mamlukerna. År 1516 besegrades mamlukerna, anförda av sultan Al-Ghouri, av de osmanska turkarna i ett stort slag i Syrien. I januari 1517 tågade osmanerna in i Kairo.
Mamlukerna fanns kvar som osmanernas handgångna män. 1796 gjorde en av dessa uppror och tog makten över Kairo. Mamlukernas tid vid makten blev dock kort när Napoleon I och hans franska trupper landsteg vid Alexandria 1798. Den franska styrkorna med sina musköter hade inga problem att besegra mamlukernas trupper, beväpnade med svärd. När kairoborna försökte göra uppror mot fransmännen utsatte fransmännen staden för artilleribeskjutning.
Fransmännen lämnade Egypten 1801 och en albansk legosoldat, Mohammed Ali, lyckades ta makten, formellt som vasall till Osmanska riket. Ali trodde att mamlukerna var ett hot mot hans grepp över makten och ställde till en massaker på dessa 1811.
Ali inledde en modernisering av Kairo som fortsattes av en av hans sonsöner, Ismail Pascha. Under hans tid byggdes staden ut och 1869 öppnades Suezkanalen. Ismail bjöd in utlänningar att slå sig ned i Kairo; 1872 bodde det 25 000 européer och amerikaner i staden.
Ismails alla projekt gjordes med lånade medel och 1882 tog britterna makten som säkerhet för sina lån. Den verkliga makten hölls av en brittisk guvernör. På 1920-talet blev Egypten en suverän stat; detta var dock främst en formalitet och britterna behöll ett betydande inflytande. Kung Fuad var impopulär bland egyptierna och hans makt främst symbolisk.
Den 22–26 november 1943 hölls här Kairokonferensen. Under andra världskriget blev Egypten en brittisk garnisonsort. Bland araberna uppkom också en rörelse för att göra Egypten självständigt och kasta ut britterna. Den 26 januari 1952 utbröt upplopp och demonstrationer riktade mot britterna och brittiska banker, restauranger och hotell brändes ned. I juli 1952 gjorde en grupp egyptiska officerare en statskupp. Bland dessa officerare framträdde snart Gamal Abdel Nasser som ledare. Majoriteten av européerna och amerikanarna tog det säkra före det osäkra och flyttade från Egypten.
Från landsbygden strömmade människor in mot städerna och Kairo växte över sina bräddar. Under Nassers tid byggdes stora förstäder, kringfartsleder och broar över Nilen. Sedan 1980-talet har Kairo en tunnelbana, Kairo metro, och ytterligare genomfartsleder. Kairos universitet anses vara det största universitetet i Afrika.
Guvernementet Helwan bildades av delar från bland annat Kairos guvernement den 17 april 2008. Denna ändring återställdes dock under 2011, och Helwan ingår numera i Kairos guvernement.

## Sevärdheter (i urval)

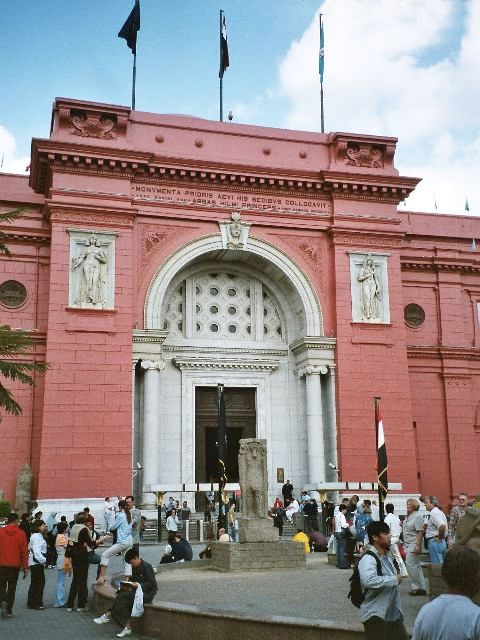
Egyptiska museet

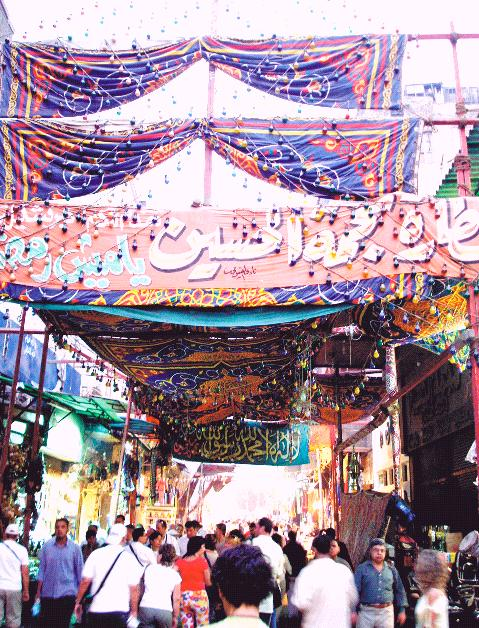
Khan el Khalili

Egyptiska museet brukar anses som ett av världens mest betydande museer.
Här finns över 100 000 föremål från det antika Egypten. Samlingarna är kronologiskt ordnade, från det Gamla riket fram till Romarriket. Den mest kända delen av samlingarna är det man hittade i pojkfaraon Tutankhamons grav i Konungarnas dal i början av 1920-talet. I museets mumiekammare finns kropparna av elva kungar och drottningar.
Khan el Khalili är namnet på basarerna i islamiska Kairo och hör också till stadens klassiska turistattraktioner. Basarerna hör till de största i hela Mellanöstern och därmed hela världen. De har medeltida anor, men det var efter den osmanska erövringen på 1500-talet som kvarteren blev en mötesplats för handelsmän från hela världen.
Traditionellt är basaren indelad i kvarter efter nationalitet och trosinriktning. Här kan man köpa nästan allt.  
Al-Azhar-moskén är en av Kairos många stora moskéer. Den är inte bara en vanlig moské utan även ett klassiskt och fortfarande framstående islamiskt lärdomscentrum, ibland till och med benämnt världens äldsta universitet, grundat år 972, se Al Azharuniversitetet. Al-Azhar är belägen nära basarerna i det islamiska Kairo. 
Kairotornet (med den första roterande restaurangen i Afrika).
Kairos omtalade kamelmarknad låg förut i stadsdelen Imbaba ute vid Kairos gamla flygplats i stadens nordvästra del. Den har sedan ett antal år tillbaka flyttats ut till byn Birqesh, tre mil nordväst om Kairo. Kamelerna kommer oftast från Sudan och förs med lastbil sista biten till marknaden i Kairo.

## Klimat
Kairo har ett torrt subtropiskt klimat med varma, soliga dagar och svalare nätter. Vintrarna är varma med 2-3 dygn per månad med kortare regn, ofta blåsiga (december till mars) med cirka 20 grader under dagtid men där temperaturen under nätterna går ned till cirka 10 grader . Somrarna är heta och torra med en högsta dagstemperatur på drygt 35 grader från maj till september och där temperaturen går ner till dryga 20 grader under natten. Temperaturen under sommaren går normalt inte över 35 grader med undantag då det är västliga vindar från öknen då den högsta dagstemperaturen kan uppgå till över 40 grader under någon eller några veckor.
Normala temperaturer och nederbörd i centrala Kairo:
|                                            | Jan | Feb | Mar | Apr | Maj | Jun | Jul | Aug | Sep | Okt | Nov | Dec |
| ------------------------------------------ | --- | --- | --- | --- | --- | --- | --- | --- | --- | --- | --- | --- |
| Normaldygnets maximitemperaturs medelvärde | 19  | 20  | 23  | 28  | 32  | 34  | 35  | 34  | 33  | 29  | 25  | 20  |
| Normaldygnets minimitemperaturs medelvärde | 9   | 10  | 12  | 15  | 18  | 20  | 22  | 22  | 20  | 17  | 14  | 10  |
|                                            |     |     |     |     |     |     |     |     |     |     |     |     |
| Nederbörd                                  | 5   | 4   | 4   | 1   | 0   | 0   | 0   | 0   | 1   | 4   | 4   | 6   |

| Diagram | temperaturer i °C • månadsnederbörd i mm | temperaturer i °C • månadsnederbörd i mm | temperaturer i °C • månadsnederbörd i mm | temperaturer i °C • månadsnederbörd i mm | temperaturer i °C • månadsnederbörd i mm | temperaturer i °C • månadsnederbörd i mm | temperaturer i °C • månadsnederbörd i mm | temperaturer i °C • månadsnederbörd i mm | temperaturer i °C • månadsnederbörd i mm | temperaturer i °C • månadsnederbörd i mm | temperaturer i °C • månadsnederbörd i mm | temperaturer i °C • månadsnederbörd i mm |
|         | 5 19 9                                   | 4 20 10                                  | 4 23 12                                  | 1 28 15                                  | 0 32 18                                  | 0 34 20                                  | 0 35 22                                  | 0 34 22                                  | 1 33 20                                  | 4 29 17                                  | 4 25 14                                  | 6 20 10                                  |

## Geografi

### Andra städer inom samma latitud
- Chandigarh, Indien
- Chengdu, Kina
- Jacksonville, USA (Florida)
- Austin, USA (Texas)

### Övriga källor
1. 1 2  www.citypopulation.de; Egypt, Governorates and cities Arkiverad 5 oktober 2018 hämtat från the Wayback Machine. Läst 4 maj 2017.
2. 1 2 3  CAPMAS Arkiverad 17 augusti 2016 hämtat från the Wayback Machine. Uppskattad folkmängd 1 juli 2016. Läst 4 maj 2017.
3. 1 2  The World Bank; Egypt-Urban sector update (Vol. 2 of 2): Towards an urban sector strategy (pfd-fil) Arkiverad 16 juli 2011 hämtat från the Wayback Machine. Läst 24 mars 2011.
4. ↑   Al-Ahram Weekly On-line; Redrawing the map Arkiverad 10 augusti 2009 hämtat från the Wayback Machine.
5. ↑  ”Arkiverade kopian”. Arkiverad från originalet den 18 april 2002. https://web.archive.org/web/20020418103614/http://www.worldweather.org/059/c00248.htm. Läst 17 augusti 2012.